# Sueño de libertad
Sueño de libertad es el nombre del 15°. álbum de estudio grabado por el cantautor español José Luis Perales, Fue lanzado al mercado bajo el sello discográfico CBS Discos en 1987, siendo el director de producción Danilo Vaona.
De este álbum se desprenden los doble sencillo:
- Amigo/De profesión «parao» (1987)
- Me gusta la palabra libertad/Ahora que llegó la madurez (1988)

## Listado de canciones

### Disco de vinilo
| Lado A |                              |                             |          |  |
| N.º    | Título                       | Música                      | Duración |  |
| 1.     | «Amada mía»                  | Danilo Vaona (Arreglos)     |          |  |
| 2.     | «Quiero ser agua fresca»     | Danilo Vaona (Arreglos)     |          |  |
| 3.     | «Amigo»                      | Danilo Vaona (Arreglos)     |          |  |
| 4.     | «Los guerreros»              | Danilo Vaona (Arreglos)     |          |  |
| 5.     | «Ahora que llegó la madurez» | Maurizio Facioni (Arreglos) |          |  |

| Lado B |                                 |                             |          |  |
| N.º    | Título                          | Música                      | Duración |  |
| 1.     | «Desde que te quiero»           | Danilo Vaona (Arreglos)     |          |  |
| 2.     | «Me gusta la palabra libertad»  | Danilo Vaona (Arreglos)     |          |  |
| 3.     | «A más de mil kilómetros de ti» | Danilo Vaona (Arreglos)     |          |  |
| 4.     | «De profesión «parao»           | Maurizio Facioni (Arreglos) |          |  |
| 5.     | «No sé si es cierto»            | Maurizio Facioni (Arreglos) |          |  |

### Casete
| Lado A |                              |                             |          |  |
| N.º    | Título                       | Música                      | Duración |  |
| 1.     | «Amada mía»                  | Danilo Vaona (Arreglos)     |          |  |
| 2.     | «Quiero ser agua fresca»     | Danilo Vaona (Arreglos)     |          |  |
| 3.     | «Amigo»                      | Danilo Vaona (Arreglos)     |          |  |
| 4.     | «Los guerreros»              | Danilo Vaona (Arreglos)     |          |  |
| 5.     | «Ahora que llegó la madurez» | Maurizio Facioni (Arreglos) |          |  |

| Lado B |                                 |                             |          |  |
| N.º    | Título                          | Música                      | Duración |  |
| 1.     | «Desde que te quiero»           | Danilo Vaona (Arreglos)     |          |  |
| 2.     | «Me gusta la palabra libertad»  | Danilo Vaona (Arreglos)     |          |  |
| 3.     | «A más de mil kilómetros de ti» | Danilo Vaona (Arreglos)     |          |  |
| 4.     | «De profesión «parao»           | Maurizio Facioni (Arreglos) |          |  |
| 5.     | «No sé si es cierto»            | Maurizio Facioni (Arreglos) |          |  |

### CD
|       |                                 |                             |                   |          |  |  |  |  |  |  |
| N.º   | Título                          | Música                      | Escritor(es)      | Duración |  |  |  |  |  |  |
| 1.    | «Amada mía»                     | Danilo Vaona (Arreglos)     | José Luis Perales | 3:57     |  |  |  |  |  |  |
| 2.    | «Quiero ser agua fresca»        | Danilo Vaona (Arreglos)     | José Luis Perales | 3:41     |  |  |  |  |  |  |
| 3.    | «Amigo»                         | Danilo Vaona (Arreglos)     | José Luis Perales | 3:18     |  |  |  |  |  |  |
| 4.    | «Los guerreros»                 | Danilo Vaona (Arreglos)     | José Luis Perales | 3:14     |  |  |  |  |  |  |
| 5.    | «Ahora que llegó la madurez»    | Maurizio Facioni (Arreglos) | José Luis Perales | 3:34     |  |  |  |  |  |  |
| 6.    | «Desde que te quiero»           | Danilo Vaona (Arreglos)     | José Luis Perales | 3:29     |  |  |  |  |  |  |
| 7.    | «Me gusta la palabra libertad»  | Danilo Vaona (Arreglos)     | José Luis Perales | 4:34     |  |  |  |  |  |  |
| 8.    | «A más de mil kilómetros de ti» | Danilo Vaona (Arreglos)     | José Luis Perales | 3:30     |  |  |  |  |  |  |
| 9.    | «De profesión «parao»           | Maurizio Facioni (Arreglos) | José Luis Perales | 3:01     |  |  |  |  |  |  |
| 10.   | «No sé si es cierto»            | Maurizio Facioni (Arreglos) | José Luis Perales | 3:54     |  |  |  |  |  |  |
| 36:12 |                                 |                             |                   |          |  |  |  |  |  |  |

## Créditos y personal

### Músicos
- Batería: Massimo Buzzi.
- Teclados: Danilo Vaona y Vanni Bocuzzi.
- Bajo: Nanni Civitenga.
- Guitarra eléctrica: Lucciano Ciccaglione.
- Coros: Danilo Vaona, José Luis Gil, José Luis Perales, Tomás Muñoz.

### Personal de grabación y posproducción
- Producción: CBS Internacional; Nueva York, Estados Unidos.
- Ingenieros de grabación: Fabrizio Facioni
- Ingeniero de mezcla: Roberto Rosu.
- Estudios de grabación:  Italia
  - Roma
    - Studio Uno
    - Studio Titania

  - Génova
    - Studio Obi Wan
- Producción ejecutiva: Tomás Muñoz
- Producción: Danilo Vaona
- Coordinación: José Luis Gil
- Fotografía: Serapio Carreño